# Comité Paralímpico Nacional de China
El Comité Paralímpico Nacional de China es el comité paralímpico nacional que representa a la República Popular China. Esta organización es la responsable de las actividades deportivas paralímpicas en el país. Es miembro del Comité Paralímpico Internacional y del Comité Paralímpico Asiático.